# Крус Ернандес Рівас
Крус Ернандес Рівас (* 3 травня 1878, Сальвадор — † 8 березня 2007) — неверифікована найстаріша людина світу з 1997 р.
До 100 років працювала акушеркою. Потім жила в містечку Сан-Августін за 98 км від столиці Сальвадору.
Своє довголіття вона пов'язувала з тим, що не миється в період повного місяця, їсть м'ясо та п'є пиво.
На грандіозну вечірку на честь 128-річної довгожительки зійшлися 13 дітей, 60 онуків, 80 правнуків та 25 праправнуків.